# Atlético Clube Nacional
Atlético Clube Nacional é uma agremiação esportiva da cidade do Rio de Janeiro, fundada a 29 de abril de 1929, no bairro de Guadalupe. Sua praça de esportes se intitula Ivanir Martins de Mello.

## História
O clube disputou a Segunda divisão do Campeonato Carioca em 1940. Disputou também o Torneio Aberto do Rio de Janeiro de 1937 e foi campeão do Departamento Autônomo do Rio de Janeiro cinco vezes.
Se sagrou campeão da Série Benedito Sarmento, da Federação Atlética Suburbana, em 1942. O vice foi o Oriente Atlético Clube.

## Títulos
- 1937 - Campeão do torneio de segundos quadros, da divisão Dr. João Machado, da Federação Atlética Suburbana;
- 1942 - Campeão da Série Benedito Sarmento (primeiros quadros) da Federação Atlética Suburbana (FAS);
- 1945/46 - Bicampeão da Taça Disciplina, da Federação Metropolitana de Futebol (FMF);
- 1950 - Campeão da Taça Disciplina do Departamento Autônomo;
- 1951 - Vice-super-campeão de aspirantes do Departamento Autônomo;
- 1953 - Vice-campeão de Amadores (Série Brandão Sobrinho) do Departamento Autônomo;
- 1956 - Campeão de Amadores (Série Júlio Neves) do Departamento Autônomo;
- 1956 - Vice-super-campeão de Amadores do Departamento Autônomo;
- 1969 - Campeão da Série Conselho Nacional de Desportos, do Departamento Autônomo;
- 1968/69/70 - Tricampeão da categoria adultos do Departamento Autônomo;
- 1970 - Campeão da categoria juvenil do Departamento Autônomo;
- 1970 - Campeão do Torneio Início do VI° Campeonato Carioca de Veteranos do jornal Luta Democrática;
- 1970 - Campeão do Quadrangular Carlos Lincoln (outros participantes: Unidos de Ricardo FC, EC Anchieta e Saldanha da Gama);
- 1972 - Campeão da categoria adultos do Departamento Autônomo;
- 1974/75/76/77 - Tetracampeão da categoria juvenil do Departamento Autônomo;
- 1976 - Campeão da categoria adultos do Departamento Autônomo;
- 1980 - Vice-campeão da categoria juvenil do Departamento de Futebol Amador da FFerj;
- 1981 - Campeão do primeiro turno (Taça Gazeta de Notícias) da categoria juniores do Departamento Amador da Capital;
- 1982 - Campeão da categoria juniores do Departamento Autônomo;

## Estatísticas

### Participações
| Competição          | Temporadas | Melhor campanha     | Estreia | Última | P | R |
| Série B1 do Carioca | 1          | Desconhecido (1940) | 1940    | 1940   | – | – |
| Torneio Aberto      | 1          | Desconhecido (1937) | 1937    | 1937   | – | – |